# Slag van de Velden van Pelennor

Overzicht van de veldslag.

De Slag van de Velden van Pelennor (Engels: Battle of the Pelennor Fields) is een fictieve veldslag uit In de ban van de ring.
De Velden van Pelennor zijn een uitgestrekt grasland tussen Minas Tirith en de ruïnes van Osgiliath aan de rivier de Anduin, ze zijn omgeven door de Rammas Echor, een muur die samen met de ruïnes van Osgiliath de eerste lijn van verdediging vormde van Minas Tirith, dat ten tijde van de Oorlog om de Ring de hoofdstad was van Gondor.
De Slag van de Velden van Pelennor was de voornaamste veldslag tijdens de Oorlog van de Ring en werd gevochten tussen legers van Gondor en Rohan en de legers van Mordor en Saurons bondgenoten uit Rhûn, Khand en Harad onder aanvoering van de Heer van de Nazgûl.

## Voor de strijd
De voorbereidingen op de strijd beginnen als Pepijn Toek in Isengard in de Palantir van Saruman kijkt. Daardoor denkt Sauron dat de Ene Ring ver in het westen is. Sauron bereidt een aanval voor op Minas Tirith. Denethor vertelt Aragorn op zijn sterfbed dat de schepen van Umbar ook op weg zijn naar Minas Tirith. Gandalf vertelt Théoden dat als de bakens van Gondor aangestoken worden Rohan gereed moet zijn voor oorlog.
Gandalf brengt Pepijn in veiligheid door met hem naar Minas Tirith te rijden. Onderweg zien zij dat de Bakens van Gondor reeds ontstoken zijn.
Rohan en de Rohirrim trekken met 6.000 man ten strijde. Éowyn en Merijn Brandebok willen ook meevechten in de strijd maar dit wordt door Théoden verboden. Éowyn vermomt zich echter als de ruiter Dernhelm en neemt Merijn met zich mee.
Ondertussen brengen de zonen van Elrond en Dolers van het Noorden Aragorn het opnieuw gesmede zwaard Andúril. Aragorn accepteert zijn lotsbestemming om koning te worden waardoor hij beroep kan doen op het vervloekte Leger der doden. Aragorn, Gimli, Legolas, de zonen van Elrond en de Dolers gaan een grot in en halen het Leger over om te vechten. Ze trekken door Gondor en verslaan de kapers van Umbar, die vanuit hun schepen het zuiden van het land binnenvielen.

## Strijd tegen Osgiliath
Vanuit Minas Morgul vertrekken 100.000 Orks naar het garnizoen Osgiliath, dat de laatste verdediging is van Minas Tirith. De Orks komen over een rivier en door de poort binnen. Faramir probeert wanhopig stand te houden, maar de Orks zijn met te veel en bovendien cirkelt de Nazgûl moordend boven Osgiliath. Faramir en hooguit 300 anderen ontkomen op het nippertje. De Nazgûl achtervolgt ze nog even maar wordt door Gandalf weggejaagd. Als Osgiliath in handen van de Orks is komen er gevechtstorens, trollen, wargs en nog meer Orks vanuit Mordor binnen. De Heer van de Nazgûl voert de legers aan.
Ondertussen is Denethor II, de stadhouder van Gondor, boos op zijn zoon Faramir omdat hij Osgilath, dat zijn broer Boromir altijd bevrijd had, in handen van de Orks had laten vallen. Faramir en een aantal anderen proberen Osgiliath te heroveren maar worden door pijlen neergehaald. Alleen Faramir overleeft de aanval, maar is bewusteloos en zijn paard rijdt terug naar Minas Tirith. Denethor denkt dat Faramir dood is maar Pepijn weet dat Faramir nog leeft. Denethor ziet het leger van Mordor, dat met ruim 200.000 meer manschappen heeft, en roept dat iedereen voor z'n leven moet vluchten. Gandalf slaat Denethor echter bewusteloos en roept de soldaten terug. Het gevecht om Midden-Aarde begint.

## Strijd tegen Minas Tirith
De Orks schieten met katapulten stenen naar Minas Tirith en die reageert door ook met stenen te gooien. De Nazgûl vallen Minas Tirith ook aan en richten veel schade aan. De trollen duwen de gevechtstorens naar de stad en de Orks klimmen over de muren. Gandalf, Pepijn en de legers van Gondor vechten tegen de Orks maar kunnen ze nauwelijks tegenhouden. Gandalf beveelt Pepijn naar Denethor te gaan. Denethor heeft besloten om zelfmoord te plegen en zichzelf en Faramir te verbranden. Pepijn ontdekt dit en probeert Denethor zonder succes te stoppen. Pepijn gaat terug om Gandalf te zoeken.
De Orks kunnen de poort van Gondor niet openbreken en de boogschutters doden vele Orks. Gothmog roept de troepen terug en met de enorme stormram Grond wordt de poort vernietigd. De troepen van Mordor stromen de stad binnen en nemen het eerste niveau van de stad in. Elke keer trekken de legers van Gondor zich een niveau terug en belegert de vijand het volgende.
Pepijn mengt zich ondertussen in het gevecht en vertelt Gandalf Denethors plan om zichzelf en Faramir te doden, als er vanuit de verte een hoorngeschal klinkt.

## De komst van de Rohirrim
De Rohirrim hebben Minas Tirith eindelijk bereikt en ruim 6.000 man vallen onder leiding van Théoden, Éomer en de nog steeds vermomde Éowyn en Merijn aan. De Orks, die hier niet op voorbereid waren worden overrompeld en minstens de helft van het leger dat nog niet binnen de muren stond wordt onder de paardenhoeven vertrapt of neergestoken en bij de Rohirrim vallen nauwelijks slachtoffers. De overlevende Orks vluchten naar de rivier bij Osgiliath. De Rohirrim willen net Minas Tirith binnenrijden en de stad veilig maken als er een nieuw gevaar opdoemt.
Ondertussen staan Denethor en een nog steeds bewusteloze Faramir op de brandstapel. Denethor geeft net het bevel om de stapel aan te steken als Gandalf en Pepijn bij hen aankomen. Denethor pakt echter een fakkel en steekt de brandstapel aan. Gandalf en Pepijn trekken Faramir van de brandstapel. Denethor sterft op de brandstapel.
Intussen komt de Heer van de Nazgûl, vanuit de lucht (hij heeft zijn vreselijk beest bij zich geroepen), en hij doodt Théoden. Dan maakt Dernhelm zich bekend als Éowyn en weet, met behulp van Merijn, de Tovenaar-koning te doden.

## Verschillen tussen het boek en de film
- In de film weigert de stadhouder, Denethor II, de bakens aan te steken omdat hij vreest dat Aragorn dit dan zal gebruiken om het koningschap van Gondor op te eisen, terwijl hij zelf de macht wil houden. Gandalf laat Pepijn vervolgens de bakens aansteken, zodat Rohan denkt dat Gondor om hulp vraagt. In het boek zijn de bakens reeds ontstoken wanneer Gandalf en Pepijn op weg naar de stad zijn en stuurt Denethor ook nog de Rode Pijl naar Rohan toe.
- In de film zijn het slechts de legers van Minas Tirith zelf die de stad verdedigen en bevindt de bevolking zich nog grotendeels in de stad. In de boeken zijn de gewone burgers in veiligheid gebracht, op een klein aantal na, voornamelijk familie van soldaten in de stad. Ook zijn uit een aantal gebieden van Gondor troepen naar de stad gekomen, waaronder het grootste deel van de ridders van Dol Amroth onder leiding van prins Imrahil, die in de films helemaal niet voorkomt.
- In de verfilming van The Return of the King door Peter Jackson valt te zien dat het Leger der doden de Slag van de velden van Pelennor beslist en Minas Tirith weet te ontzetten. In het boek komen ze hier echter nooit aan, omdat Aragorn ze al daarvoor van de vloek verlost. Het is in het boek niet het Leger der doden, maar de grote hoeveelheden opgetrommelde strijdkrachten uit Lebennin en Lamedon, alsmede de Dolers uit het noorden, die de overwinning forceren.